# (1626) Sadeya
(1626) Sadeya és un asteroide descobert el 10 de gener de 1927 per Josep Comas i Solà a l'Observatori Fabra de Barcelona. La designació provisional que va rebre era 1927 AA, que li va durar fins a 1960 perquè no se'n havien pogut determinar les efemèrides. Quan ja va poder ser batejat, el seu descobridor ja era mort i hom va proposar que portés per nom l'acrònim de la Sociedad Astronómica de España y América (SADEYA), creada pel mateix Comas i Solà a Barcelona el 1911 i de la qual fou president vitalici.